# Brachystegia laurentii
Brachystegia laurentii  es una especie de árbol perteneciente a la familia de las fabáceas. Se comercia con el nombre de Bomanga.  Forma una parte importante de los bosques de miombo. Esta  especie  se encuentra en África tropical.

## Descripción
Es un árbol que alcanza un tamaño de 18-45 m de altura, con tronco recto, cilíndrico, de 25 m de altura y 1,5 m de diámetro con contrafuertes insignificantes; corona  muy amplia, densa; ramas jóvenes pendulares.

## Ecología
Se encuentra en los bosques de hojas semi caducas de la meseta en bosques secos primarios sobre suelos arcillosos; bosque seco en las laderas de las montañas; riberas; con agua cerca localmente común; muy sociable; en rodales puros con 20 árboles por hectárea; en los bosques de Brachystegia laurentii  (Véase R. Germain & C. Evrard)

## Distribución
Se distribuye por Camerún, Gabón y Zaire.

## Taxonomía
Brachystegia laurentii fue descrita por (De Wild.) Hoyle y publicado en Flore du Congo Belge et du Ruanda-Urundi 3: 461. 1952.
Sinonimia
- Macrolobium laurentii De Wild.	[5]